# Elementarsignale
Elementarsignale sind Gegenstand der Signaltheorie und der Signalverarbeitung in der Nachrichtentechnik. Sie haben eine einfache mathematische Beschreibung und erlauben bei linearen Systemen die Modellierung von komplexeren Signalverläufen. So können sie als Bestandteile von einfachen oder komplexen Signalen auftreten. 
Sogenannte lineare zeitinvariante Systeme, auch als LTI-Systeme bezeichnet, zeichnen sich durch die wesentliche Eigenschaft aus, dass für sie das Superpositionsprinzip gilt. Kann ein Eingangssignal aus einer Linearkombination bekannter Signale beschrieben werden, ergibt sich das Ausgangssignal aus derselben Linearkombination der zugehörigen Ausgangssignale. Deshalb werden in der Signalalgebra für die Zerlegung von Signalen bei LTI-Systemen Elementarsignale benötigt.

## Beispiele
- Sinussignal
- Heaviside-Funktion (Sprungfunktion)
- Delta-Distribution (Impulsfunktion, Dirac-Funktion)
- Gauss Signal
- Rechteckimpuls
- Dreieckimpuls